# FSV 츠비카우
푸스발-슈포르트-페어라인 츠비카우 e.V.  (Fußball-Sport-Verein Zwickau e.V.)는 흔히 FSV 츠비카우으로 알려진 독일의 축구 구단이다. 작센주 츠비카우를 연고지로 하고 있으며, 1912년 창단되었다.

## 수상
- 소비에트 존 챔피언십
  - 우승: 1948
- DDR 오버리가
  - 우승: 1949–50
- 이스트 저먼 컵
  - 우승: 1963, 1967, 1975
- 가울리가 작센
  - 우승: 1942
- NOFV-오버리가 쥐트
  - 우승: 1992, 1994, 2012
- 작센리가
  - 우승: 2006

## 선수 명단

### 현역
참고: FIFA 자격 규정에 따라 소속된 국가대표팀 국기를 표시합니다. 선수는 복수의 FIFA 비회원국 국적을 가지고 있을 수 있습니다.
| 번호 | 포지션 | 국적       | 이름                |
| ---- | ------ | ---------- | ------------------- |
| 15   | MF     | 카자흐스탄 | 안드레이 스타르체프 |

| 번호 | 포지션 | 국적   | 이름          |
| ---- | ------ | ------ | ------------- |
| 28   | FW     | 코소보 | 베론 도브루나 |

## 역대 감독
| 감독              | 임기        |
| ----------------- | ----------- |
| 위르겐 크로이     | 1984 ~ 1988 |
| 요아힘 슈트라이히 | 1996 ~ 1997 |